# Сельское поселение «Размахнинское»
Се́льское поселе́ние «Размахнинское» — муниципальное образование в Шилкинском районе Забайкальского края Российской Федерации.
Административный центр — село Размахнино.

## История
Статус и границы сельского поселения установлены Законом Читинской области от 19 мая 2004 года «Об установлении границ, наименований вновь образованных муниципальных образований и наделении их статусом сельского, городского поселения в Читинской области».

## Население
| 2010  | 2011  | 2012  | 2013  | 2014  | 2015  | 2016  |
| ----- | ----- | ----- | ----- | ----- | ----- | ----- |
| 1370  | ↘1368 | ↘1362 | ↗1364 | ↗1366 | ↘1362 | ↘1360 |
| 2017  | 2018  | 2019  | 2020  | 2021  |       |       |
| ↘1359 | ↘1331 | ↘1314 | ↘1294 | ↘1004 |       |       |

## Состав сельского поселения
| № | Населённый пункт | Тип населённого пункта       | Население |
| - | ---------------- | ---------------------------- | --------- |
| 1 | Байцетуй         | село                         | ↗150      |
| 2 | Красноярово      | село                         | ↘215      |
| 3 | Размахнино       | село, административный центр | ↘919      |